# Oratorio occasionale
Oratorio occasionale (HWV 62) (HG edition: 43, HHA edition: I/23), è un oratorio di Georg Friedrich Händel, basato su di un libretto di Newburgh Hamilton ispirato alla poesia di John Milton ed Edmund Spenser. Händel compose l'Oratorio occasionale velocemente nel gennaio e febbraio 1745 e la prima avvenne immediatamente il 14 febbraio 1745 con Willem de Fesch, Élisabeth Duparc, Elisabetta de Gambarini, John Beard e Thomas Reinhold al Royal Opera House.  Esso contiene 44 movimenti divisi in tre parti.  Il famoso coro "Prepare the Hymn" (una parafrasi del Salmo 81:1-2) è il 26° movimento ed appare nella seconda parte. Il secondo minuetto dalla Music for the Royal Fireworks è utilizzato da questo oratorio.
William Harris si riferiva all'Oratorio occasionale come ad un'"espressione del volo dei ribelli e noi che li ricerchiamo"; dove con i "ribelli" si riferiva ai seguaci giacobiti del principe Carlo Edoardo Stuart, il giovane pretendente al trono.

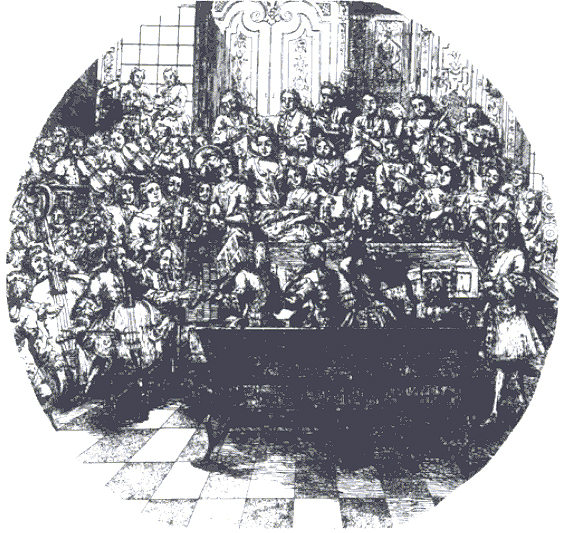
Händel che dirige un oratorio

## Ruoli
| Cantante della prima del 1746 tre esecuzioni fino al 26 febbraio | Cantante della prima del 1747 tre esecuzioni fino al 13 marzo | Voce    |
| ---------------------------------------------------------------- | ------------------------------------------------------------- | ------- |
| Élisabeth Duparc                                                 | Caterina Galli                                                | soprano |
| Elisabetta de Gambarini                                          | Elisabetta de Gambarini                                       | soprano |
| John Beard                                                       | John Beard                                                    | tenore  |
| Henry Theodore Reinhold                                          | Henry Theodore Reinhold                                       | basso   |